# Grammage
Le grammage, également appelé force du papier, est une grandeur caractérisant un papier, un carton, un tissu ou encore toute feuille d'autre matière, correspondant à sa masse surfacique. L'unité est typiquement le gramme par mètre carré (g/m2). Un papier est d'autant plus souple que son grammage est faible, il est d'autant plus robuste que son grammage est élevé.
Le grammage est défini par les normes ISO 536 et 4046-5,.
Le papier le plus couramment utilisé dans les bureaux a un grammage de 80 g/m2, si bien qu'une feuille au format A4, qui a par définition une surface d'un seizième de mètre carré, a une masse de 5 g.
Un papier plus léger (60 g/m2 par exemple) aura tendance à « bourrer » plus facilement dans une imprimante grand public, tandis qu'un papier photo fait typiquement de 150 à 200 g/m2.

## Grammages selon l'utilisation
| Type de papier             | Grammage (g/m2) |
| -------------------------- | --------------- |
| Papier à cigarettes        | 12-25           |
| Papier bible               | 22-33           |
| Papier journal             | 42              |
| Impression - écriture      | 65–80-90        |
| Cartonnette                | 120             |
| Photographie 10×15 archive | 175             |
| Photographie 10×15 qualité | 250             |
| Couverture de livre souple | 240-250         |
| Papier aquarelle           | 300-600         |
| Acrylique                  | minimum 300     |
| Gouache                    | minimum 200     |
| Dessin                     | 90-150          |